# Rue Taillepain
La rue Taillepain ou rue Taille-Pain est une ancienne voie de Paris qui était située dans l'ancien 7e arrondissement et qui a été absorbée en 1911 par la rue Brisemiche.

## Origine du nom
La distribution des pains ou miches qu'on faisait suivant l'usage aux chanoines de la collégiale de Saint-Merri, lui a fait donner cette dénomination. Elle est souvent confondue avec la rue Brise-Miche.

## Situation
Située dans l'ancien 7e arrondissement, quartier Sainte-Avoye, cette voie commençait aux 16-18, rue du Cloître-Saint-Merri et se terminait aux 1-3, rue Brisemiche.
Les numéros de la rue étaient noirs. Le dernier numéro impair était le no 5 et le dernier numéro pair était le no 2.

## Historique

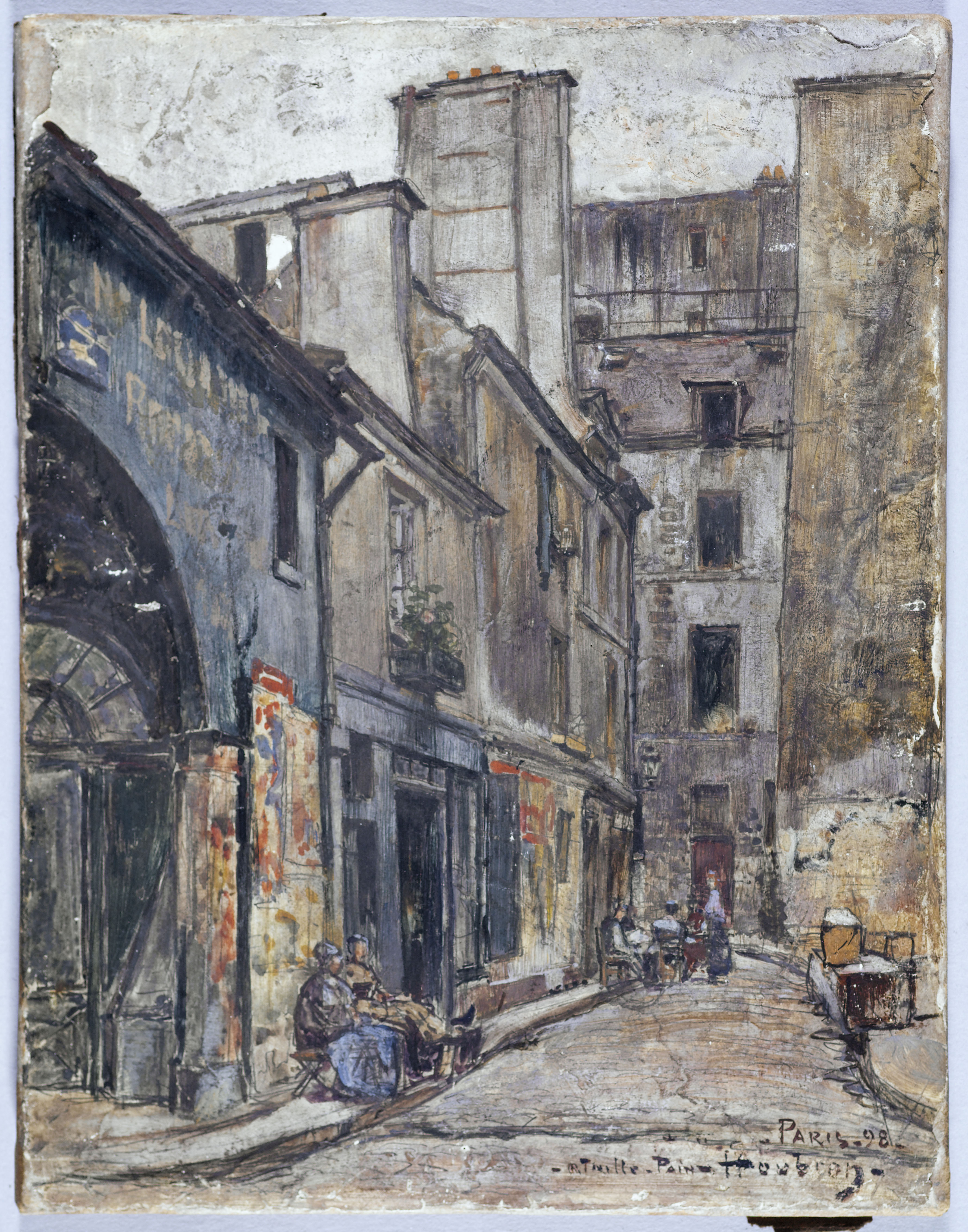
La rue Taille-Pain, tableau de Frédéric Houbron, 1898, musée Carnavalet.

Cette rue ouverte au XIIIe siècle, souvent confondue avec la rue Brisemiche, était le prolongement de la rue Saint-Bon qui était à cette époque moins longue qu'aujourd'hui.
Elle est citée dans Le Dit des rues de Paris, de Guillot de Paris, sous le nom de « rue de l'Estable Du Cloistre ». La rue Taillepain apparait pour la première fois, en 1512, sous le nom de « rue Baillehoë ».
En 1517, on l'appelle « rue Brisepain », « rue Machepain », « rue Tranchepain », ou « rue Planchepain », tous ces noms ayant la même origine que la rue Brisemiche.
Elle prit ensuite le nom de rue Taillepain.
Au début du XIXe siècle, elle fut fermée à ses deux extrémités par des grilles.
La rue Taillepain a été absorbée par la rue Brisemiche lors de l'élargissement de cette dernière en 1911.